# La belle au bois dormant
La belle au bois dormant (título original en francés; en español, La bella durmiente) es una opéra féerie en tres actos con música de Michele Carafa y libreto en francés de François-Antonine-Eugène de Planard basado en el cuento de Charles Perrault. Se estrenó el 2 de marzo de 1825 en la Salle Le Peletier de la Ópera de París. El famoso tenor Adolphe Nourrit estrenó el papel del príncipe. La coreografía fue de Pierre Gabriel Gardel, y el diseño de vestuario de Pierre-Luc-Charles Cicéri.